# Уэст-Юнион (город, Миннесота)
Уэст-Юнион (англ. West Union) — город в округе Тодд, штат Миннесота, США. На площади 0,9 км² (0,9 км² — суша, водоёмов нет), согласно переписи 2002 года, проживают 87 человек. Плотность населения составляет 97,6 чел./км².
- Телефонный код города — 320
- Почтовый индекс — 56389
- FIPS-код города — 27-69736[1]
- GNIS-идентификатор — 0654019[2]